# Palacio de la Moncloa

Logo del Palacio de la Moncloa.

El Palacio de la Moncloa es un edificio situado en el noroeste de Madrid (España), en el distrito de Moncloa-Aravaca. Fue construido de 1949 a 1954 en el mismo lugar que el antiguo Real Sitio de la Moncloa, destruido durante la Guerra Civil. Desde 1977 acoge la sede de la Presidencia del Gobierno de España y es la residencia oficial del presidente del Gobierno español y su familia. El palacio está dentro de un conjunto de edificios, el Complejo de la Moncloa, destinados a las labores administrativas y gubernamentales.
El palacio y el propio nombre de Moncloa están asociados a la Presidencia del Gobierno y al Gobierno de España.

## Historia

### Antecedentes: antiguo palacio

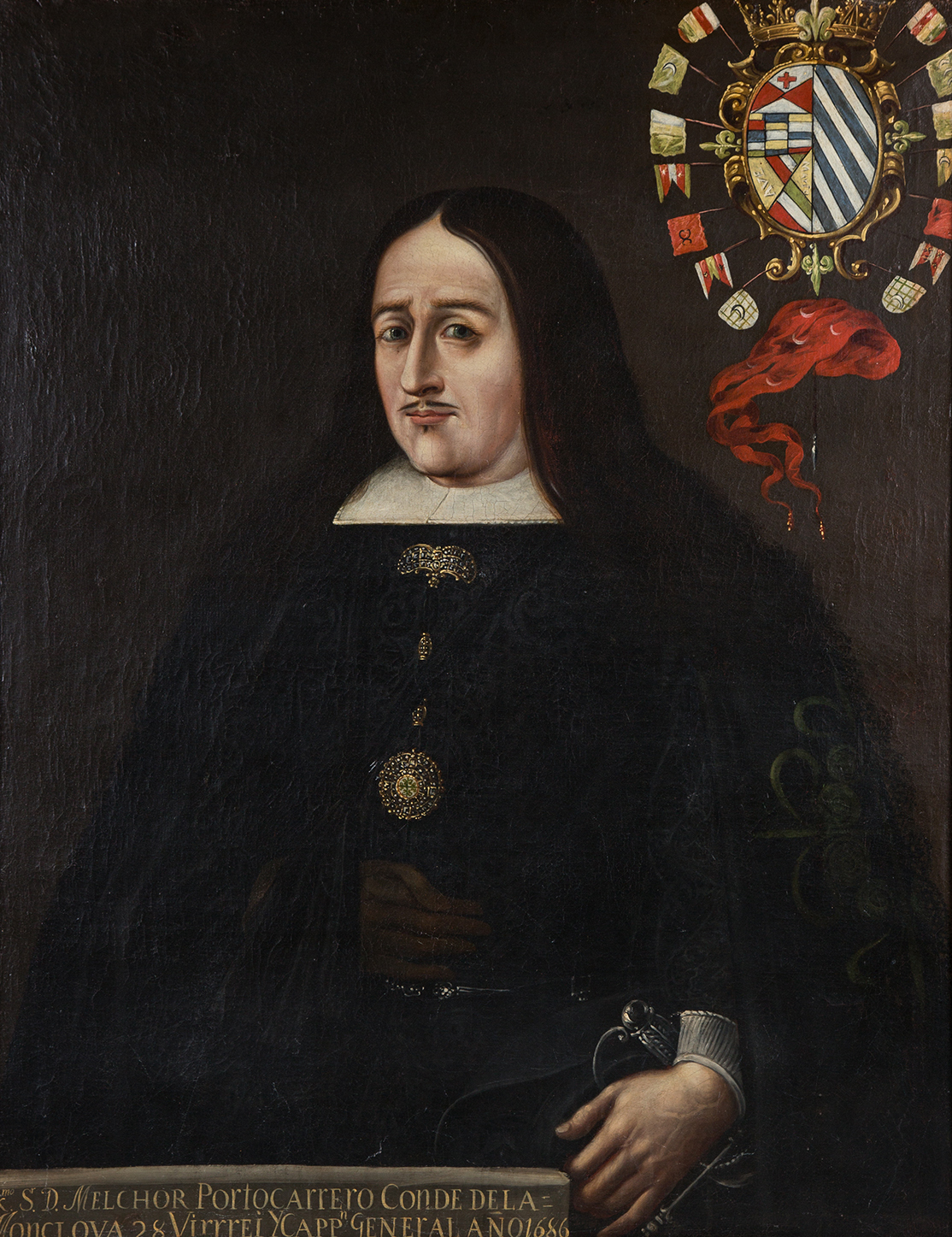
Melchor Portocarrero Lasso de la Vega, tercer conde de Monclova y primer propietario del Palacio de La Moncloa.

El Palacio de la Moncloa fue en principio una finca de uso agrario que, por su buena situación, se convirtió posteriormente en una casa-palacio. Pertenecía, a principios del siglo XVII, a Ana de Mendoza, condesa de Cifuentes y, tras pasar por varios propietarios, fue adquirida por Juan Croy, conde de Sora, siendo conocida a partir de entonces como huerta de Sora.
En 1660 fue comprada por Gaspar de Haro y Guzmán, marqués del Carpio y de Eliche, dueño de la vecina huerta de La Moncloa, nombre que procedía de sus antiguos propietarios, los condes de Monclova, que dio lugar posteriormente a Moncloa, tal como se conoce hoy.
Gaspar de Haro mandó construir en lo alto un palacio, que más tarde sería conocido como Palacio de la Moncloa al quedar unidas las dos propiedades, la huerta de La Moncloa y la huerta de Sora o de Eliche. Ambas huertas, junto con el resto de las posesiones que tenía el marqués de Eliche en las inmediaciones, fueron heredadas por su única hija, Catalina de Haro, casada con Francisco Álvarez de Toledo y Silva, X duque de Alba de Tormes. 
Tras pasar por diversos propietarios, entre ellos Antonio Joaquín Guerra, marqués de Guerra —de ahí que por un tiempo fuera conocida como huerta de Guerra— fue adquirida en 1781 por María del Pilar Ana de Silva-Bazán y Sarmiento, duquesa viuda de Arcos quien, al morir en 1784, se la dejó a su hija María del Pilar Teresa Cayetana de Silva Álvarez de Toledo, XIII duquesa de Alba de Tormes y hoy recordada como musa de Goya. 
A la muerte de la duquesa en 1802 sin descendencia, Carlos IV adquirió el palacete y la huerta para añadirlos al Real Sitio de la Florida que, a partir de entonces, fue conocido como el Real Sitio de La Moncloa. En 1816, Fernando VII encargó al arquitecto Carlos Isidro González Velázquez que restaurara el palacio. Treinta años más tarde, la reina Isabel II cedió al Estado toda la propiedad de La Moncloa, que pasó a depender del Ministerio de Fomento. El palacio volvió a ser restaurado por Joaquín Ezquerra del Bayo en 1929, siendo reinaugurado como un museo.
Durante la Guerra Civil el antiguo palacete de La Moncloa fue destruido casi por completo.

### Nuevo palacio
Diez años después de su destrucción, el arquitecto Diego Méndez construyó, entre 1949 y 1953, el actual edificio siguiendo el modelo de la Casa del Labrador de Aranjuez. Entonces fue destinado a residencia oficial de jefes de Estado en visita a España y altas personalidades. Por ley de 15 de julio de 1954, el Palacio de la Moncloa y sus jardines, con una extensión de 58 293,81 metros cuadrados y lindante por los cuatro puntos cardinales con terrenos de la Ciudad Universitaria de Madrid, fue integrado en el Patrimonio Nacional. El actual palacio es, pues, en su mayor parte, una reconstrucción del antiguo palacete, llevada a cabo a mediados del siglo XX.

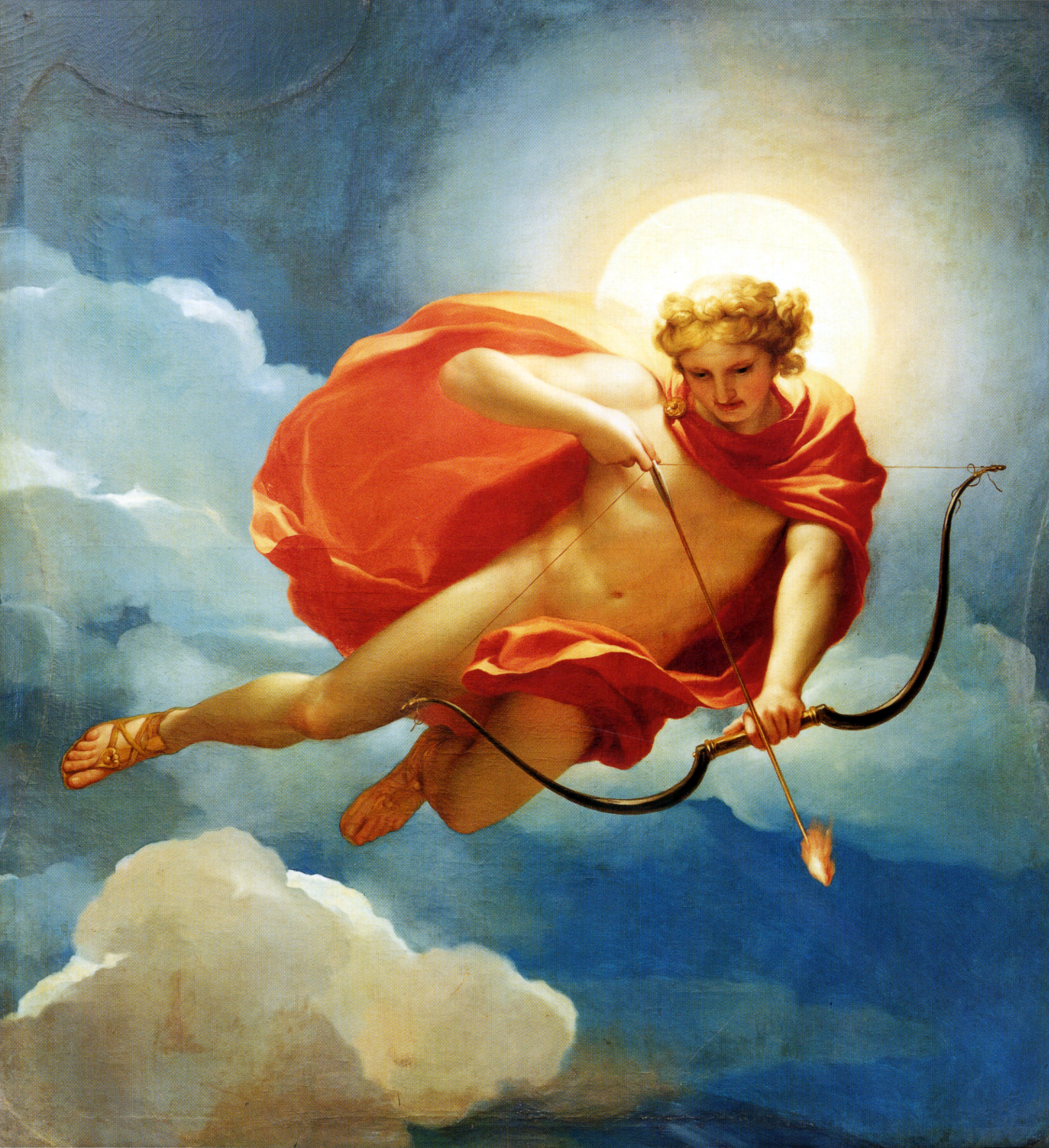
Apolo como personificación del mediodía, por Anton Raphael Mengs, parte de un conjunto de cuatro pinturas sobre las Horas del día, pintado para María Luisa de Parma, actualmente en el Palacio de la Moncloa.

En la reparación se emplearon varias columnas procedentes del claustro del Palacio Arzobispal de Arcos de la Llana, en el valle burgalés del río Cavia, que en otros tiempos fue residencia veraniega de los obispos de la diócesis de Burgos, que lo regalaron a Francisco Franco. Así, las doce columnas —«arrancadas de cuajo y sin miramientos»— que antaño «vertebrasen el claustro» del palacio burgalés configuran hoy la imagen del llamado Salón de Columnas, antiguo patio, de la residencia oficial del presidente. El nuevo diseño se adaptó a las nuevas funciones asignadas al palacio, que fue inaugurado por Franco en 1953. El 3 de junio de 1954 llegó el primer jefe de Estado extranjero huésped del palacio, Rafael Leónidas Trujillo. El 28 de noviembre de 1976 llegó el último, Carlos Andrés Pérez.

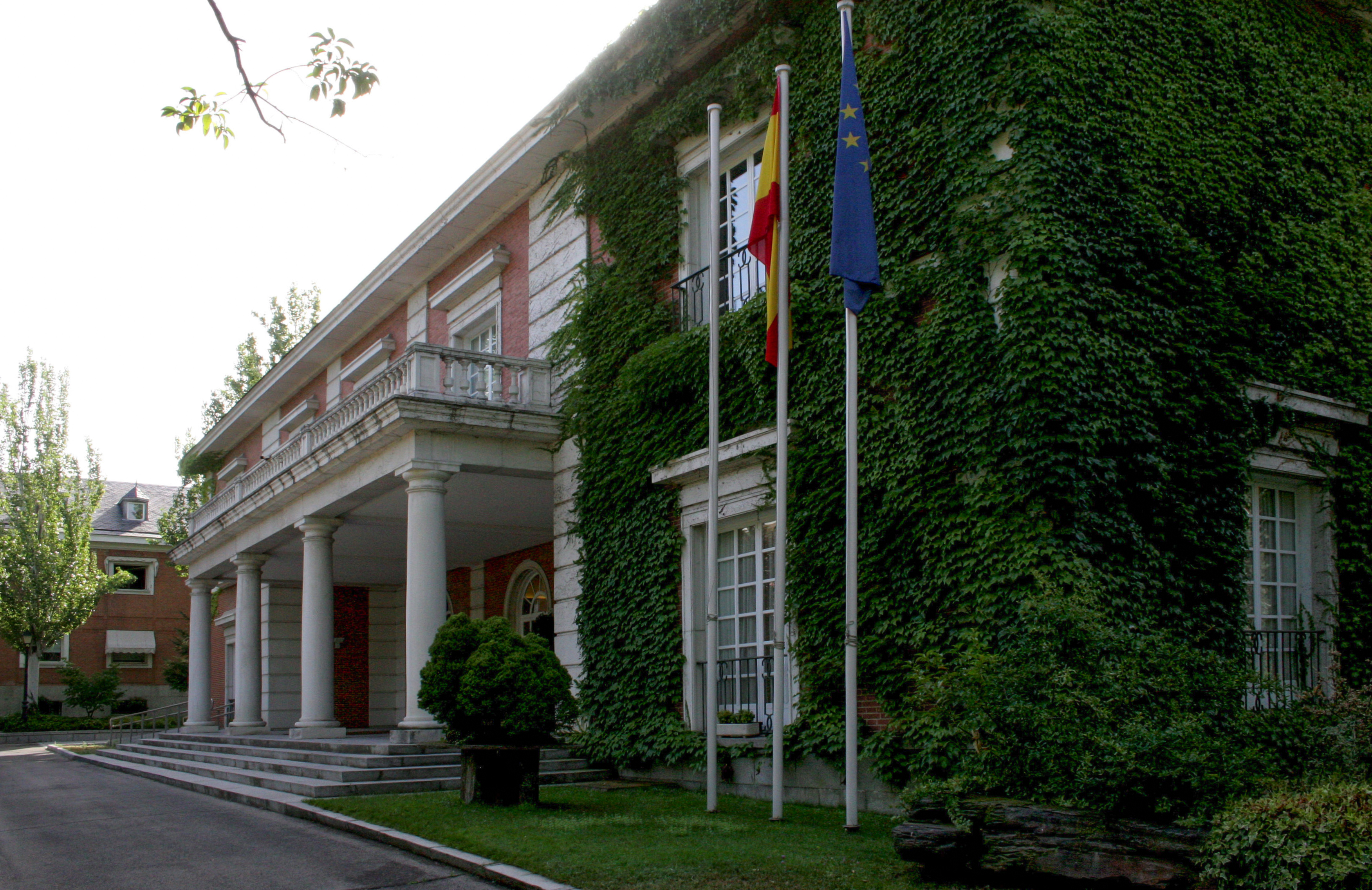
Fachada noroeste, usada habitualmente para acceder al palacio de La Moncloa

En 1977, el presidente Adolfo Suárez trasladó la sede de la Presidencia del Gobierno, ubicada hasta entonces en el céntrico Palacio de Villamejor, a La Moncloa. El cambio se produjo, fundamentalmente, y dada la apartada ubicación del palacete, alejado del centro de Madrid, por motivos de seguridad, ante la preocupación de que se produjera un atentado contra el joven presidente, recién designado por el rey Juan Carlos I. Con la nueva sede se estableció también en el Palacio la residencia oficial para el presidente y su familia, hasta entonces inexistente.
El «Salón de Columnas» del palacete original fue testigo en 1977 de la firma de los históricos Pactos de la Moncloa, pactos entre sindicatos, partidos políticos y patronal en el contexto de la Transición. Según se entra en el edificio a la derecha se encuentra un despacho donde el presidente recibe a sus visitantes. Al fondo a la derecha se encuentra un despacho de trabajo del presidente, precedido de una biblioteca con ventanal sobre el jardín trasero. Esto está en una de las alas del famoso Salón de Columnas, que antes era un patio y que fue cubierto en 1970 para la visita de Richard Nixon. La parte privada del palacio está situada en la planta superior del edificio principal, ya que la planta baja se destina a actos oficiales.
Con el tiempo, y dadas las crecientes funciones que la Presidencia del Gobierno ha ido asumiendo con el modelo político de la Constitución de 1978, se hicieron necesarios equipamientos adicionales que, con el fin de salvaguardar la integridad arquitectónica del palacete original, se han ido construyendo en el recinto periférico, formándose de este modo el conocido como «Complejo de la Moncloa».
El dormitorio principal del palacete, reservado hoy al presidente del Gobierno, era el utilizado por los invitados extranjeros cuando el palacio acogía a dirigentes en visita de Estado a España. En él pernoctaron, entre otros, Saddam Hussein durante su visita a España en 1974 o Rafael Leónidas Trujillo en su visita el 2 de junio de 1954. También los presidentes estadounidenses Richard Nixon y Dwight Eisenhower. El expresidente francés Nicolas Sarkozy comentó al poco tiempo de trasladarse al Elíseo que para él La Moncloa era un ejemplo de funcionalidad y pragmatismo arquitectónico como sede de una jefatura de Gobierno.

## Decoración

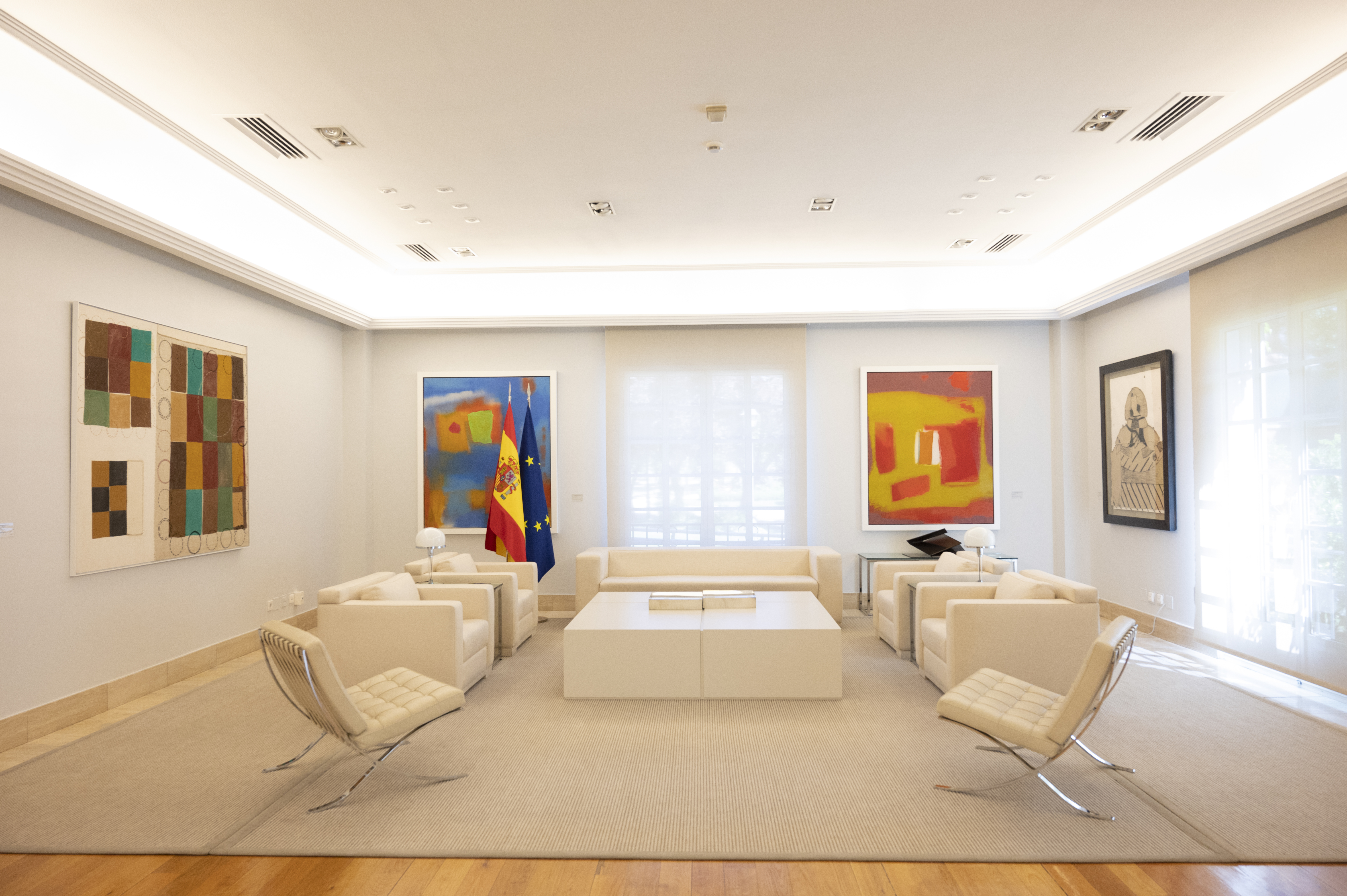
Salón o Sala Tàpies, lugar de reuniones del presidente del Gobierno con sus visitas

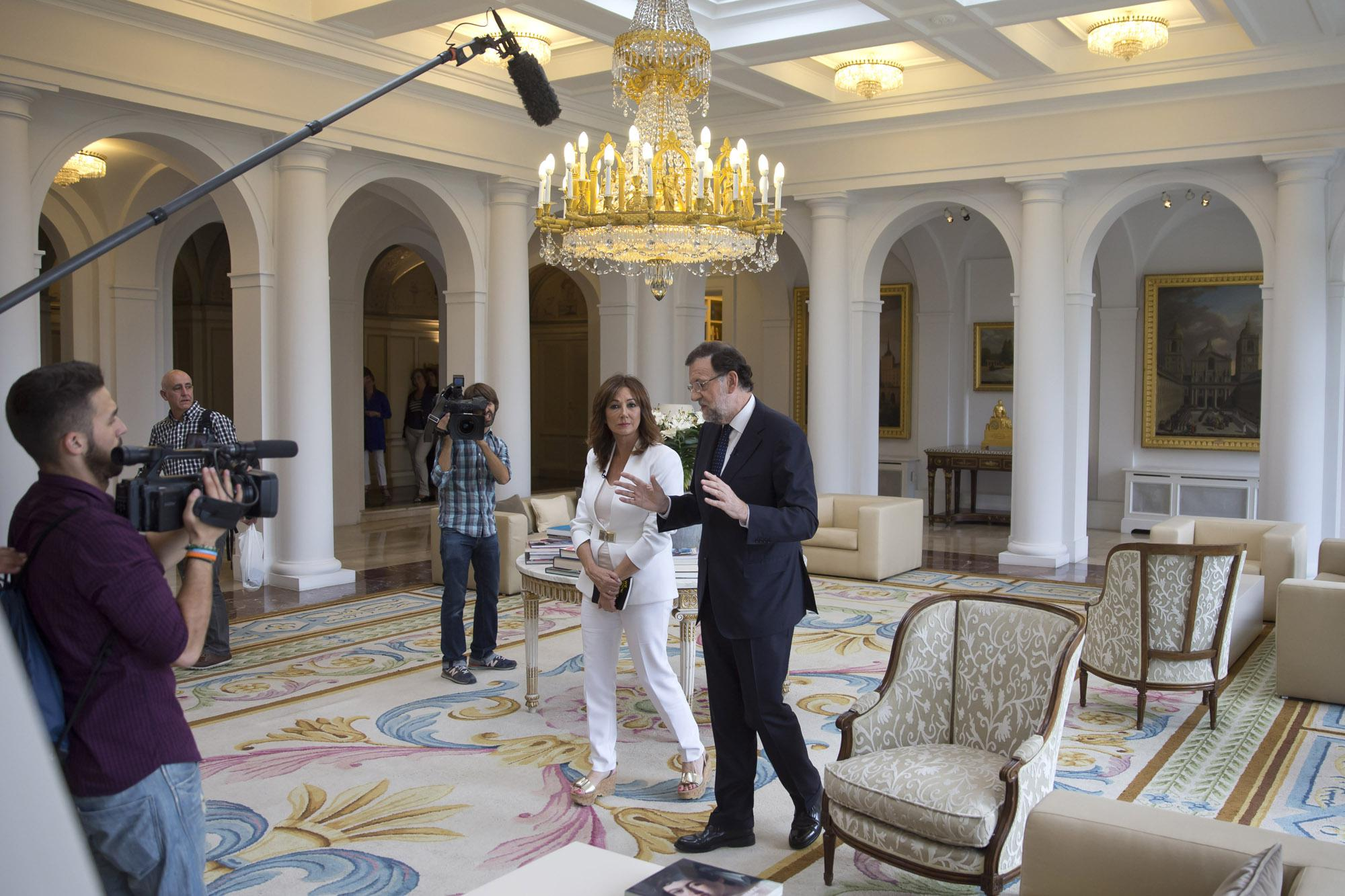
Mariano Rajoy en el Salón de Columnas para la realización de un reportaje de Telecinco en Moncloa

La decoración de la residencia presidencial ha cambiado con el paso del tiempo, pero se mantienen ciertos elementos de la decoración neoclásica que tuvo en origen, sustancialmente rehecha en la posguerra.
Algunos objetos de gran importancia histórico-artística decoran las estancias, destacando pinturas de Anton Raphael Mengs, Michel-Ange Houasse, Fernando Brambila o Joan Miró, muebles de diversos estilos, tapices de la Real Fábrica y una curiosa lámpara-reloj, obra única debida al relojero François-Louis Godon, que estuvo al servicio de los reyes de España en el siglo XVIII.

## Situación

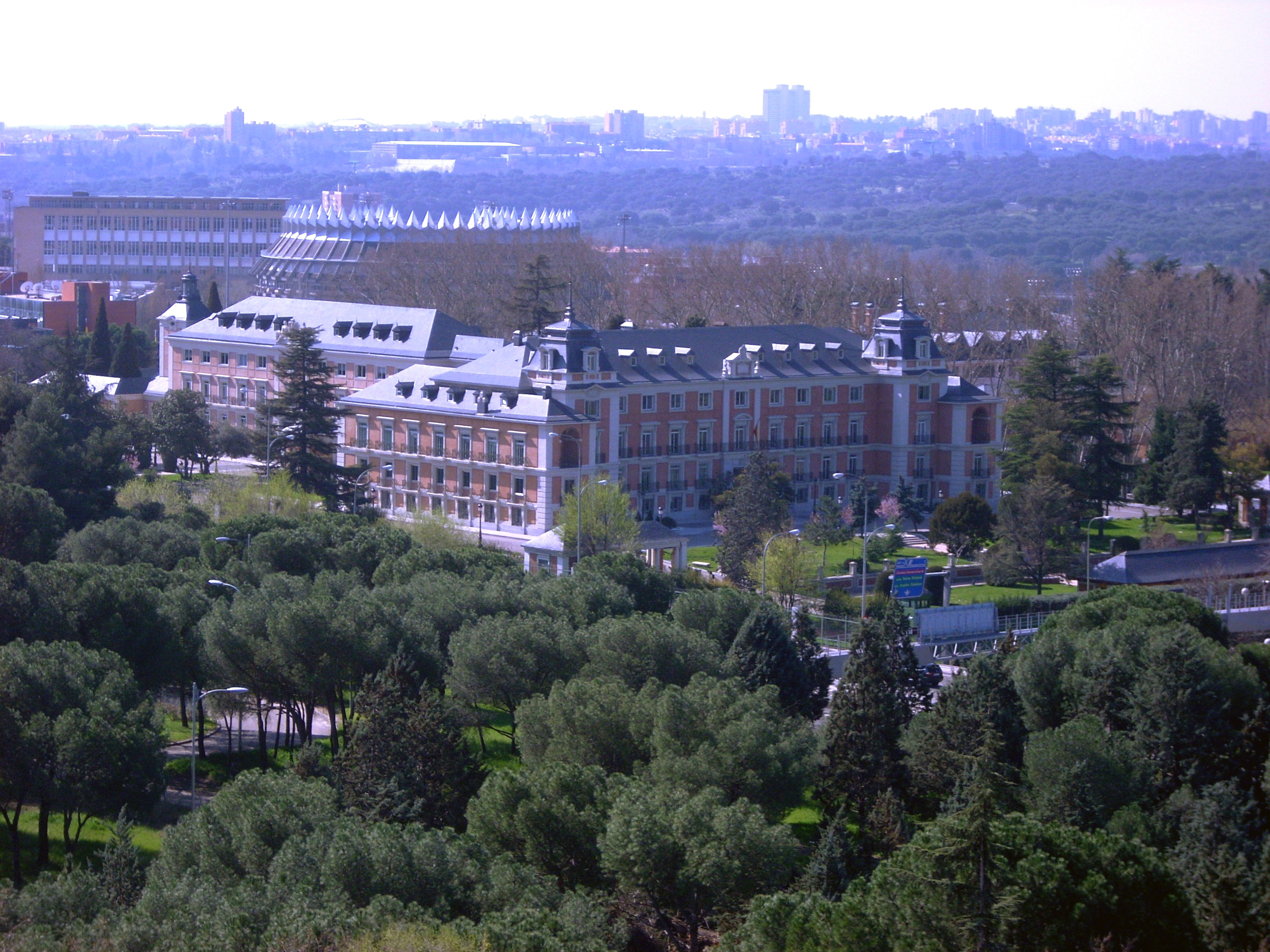
Vista del complejo de La Moncloa desde la Ciudad Universitaria de Madrid

El palacio se halla situado junto a la Ciudad Universitaria de Madrid. Se rodea por una serie de edificios vinculados a la Presidencia del Gobierno. Los principales son, por su tamaño, dos: el edificio del Ministerio de la Presidencia, que alberga también la sede de la Vicepresidencia del Gobierno y que es el único visible desde el exterior; y el edificio del portavoz del Gobierno, que acoge los servicios de comunicación del Gobierno y su presidencia.
Estos edificios constituyen, junto entre otros a la vivienda presidencial y un discreto pabellón del Consejo de Ministros, el conocido como «Complejo de la Moncloa». Así, dentro de este, el palacio y sus jardines están vallados y aislados del resto, preservándose la intimidad del presidente y su familia. Sólo el pabellón de Consejos, construido para albergar las reuniones del Gobierno, y algunos despachos y salones funcionales destinados al uso del presidente del Gobierno y sus colaboradores más cercanos, se hallan incluidos en el recinto mismo del palacio.

### Complejo de la Moncloa
Además del Palacio de la Moncloa, el complejo incluye los Jardines de La Moncloa y otros cinco edificios que se construyeron para albergar la sede de diferentes organismos ligados a la presidencia del Gobierno: el Consejo de Ministros, la Vicepresidencia del Gobierno, el Ministerio de la Presidencia, la Secretaría de Estado de Comunicación y el Gabinete de la Presidencia del Gobierno. Además de estos, el complejo también incluye otros edificios destinados a distintos departamentos ligados a la Presidencia del Gobierno como el Edificio Seguridad, la Dirección General de Protocolo, el Edificio Servicios, Medios Operativos y el Edificio Greco. Por último, el complejo también cuenta con un helipuerto y un refugio construido durante el Gobierno de Felipe González.

### Jardines
El palacete original y sus jardines pertenecen al Patrimonio Nacional español, y están catalogados como Bien de Interés Cultural. La distribución botánica y el sembrado de estos últimos data de tiempos del rey Carlos III, y están atribuidos a Francisco Antonio Zea, que fue director del Real Jardín Botánico. Más tarde fueron rehabilitados por el paisajista Javier Winthuysen, que dio realce a las fuentes y esculturas decorativas. Otra importante reforma fue realizada a principios del siglo XX por el jardinero Cecilio Rodríguez, autor de numerosas obras en Madrid, como los Jardines de Sabatini del Palacio Real, o la famosa Rosaleda del Parque del Retiro.

## Residentes recientes y cambios
| Presidente del Gobierno      | Notas |
| ---------------------------- | --- |
| Adolfo Suárez                | Suárez trasladó la residencia del presidente y su oficina a este palacio entre finales de 1976 y principios de 1977. Hizo cubrir el patio del palacio hasta la altura de una planta, para poder recibir a las visitas de Estado en condiciones de alojar también traductores y servicios de seguridad. Así pues, el actual Salón de Columnas del palacio es el antiguo patio principal, cubierto. Mandó también construir una pista de tenis, arreglar la piscina y dotar la residencia de más teléfonos. Sus hijos redescubrieron las ruinas subterráneas de las cocinas del antiguo palacio construidas por los duques de Alba. |
| Leopoldo Calvo-Sotelo        | Dada su breve estancia, apenas alteró algunos detalles estructurales, pero sí realizó modificaciones funcionales: así, habilitó la tercera planta con nuevas habitaciones e instaló en ella la vivienda presidencial, despejando las plantas primera y principal. Rescató asimismo una saleta de música para instalar el piano, instrumento en el que era muy versado. |
| Felipe González              | A pesar de su larga estancia de casi catorce años, no realizaron cambios de calado en el histórico palacete. El presidente acostumbraba a decir que era como «una tarta de nata montada con toques de purpurina». Durante su mandato se consolidó el uso de todo el palacio, cada vez más sobrepasado por su falta de espacio, como vivienda presidencial. Así, se construyó a unos pasos de la residencia un pequeño pabellón funcional donde se celebran desde entonces los Consejos de Ministros cada viernes, así como algunos encuentros oficiales y reuniones informales de trabajo. En el nuevo pabellón se instalaron las oficinas de trabajo del presidente y sus colaboradores más cercanos, en un entorno decorativo más moderno y práctico, adornado con numerosos cuadros de Joan Miró y algunas otras obras de arte moderno del Patrimonio Nacional. De este modo, González liberó el palacio histórico, que quedó reducido a una repercusión simbólica como despacho oficial del presidente y a la función cotidiana de residencia presidencial. En esta línea, el salón del Consejo de Ministros recuperó su función de comedor principal, y se rehabilitaron viejas estancias de la planta principal, como el Salón de Columnas, antiguo patio del palacio, devolviéndoles su función originaria. Readaptada la vivienda, González se dedicó con especial cuidado al jardín. Aparte de su afición a los bonsáis y a las piedras talladas de Extremadura, que hoy pueblan algunos recodos del entorno, cultivó un pequeño huerto y, más ampliamente, implantó y cultivó bellas especies vegetales que vinieron a complementar el conjunto de los jardines del palacio, conocidos ya por su discreta elegancia y su calidad botánica. |
| José María Aznar             | Una vez instalado, reformó y actualizó el uso residencial de la segunda planta del palacio, y construyó una pista de pádel en los jardines. Se pintaron además todas las habitaciones del palacio y se restauraron las sedas perfumadas que cubren las paredes de algunos salones. En la tercera planta, el presidente habilitó una sala de juegos para sus hijos. Ana Botella, que supervisó algunos trabajos, sentenció a pesar de todo que la Moncloa «es inhabitable para una familia normal». |
| José Luis Rodríguez Zapatero | Llevó a cabo la reforma más radical y novedosa en el palacio, que vino de la mano de Sonsoles Espinosa, esposa del presidente del Gobierno, quien, poco conforme con el aspecto de las estancias, consultó a interioristas y arquitectos, quienes recomendaron sustituir casi por completo el mobiliario antiguo, a excepción del de valor histórico o artístico, por modernos muebles de diseño actual. El resultado fue un ambiente ecléctico en el que se conjugan las estancias originales de un entorno palaciego e institucional con una decoración moderna, en tonos grises y blancos y, en definitiva, un ambiente de estilo internacional o Bauhaus, acomodados en un palacete neoclásico. Por último se añadieron y reubicaron algunas obras de arte contemporáneo y escultóricas y se renovó el mobiliario interior del pabellón del Consejo; aun así, se han respetado en las sucesivas reformas los muebles y objetos singulares del conjunto clásico original, del que cabe destacar la vieja mesa de despacho del general Narváez, regalada por Juan Carlos I a Adolfo Suárez, ubicada en el despacho oficial del presidente. |
| Mariano Rajoy                | Aunque en un primer momento se especuló con la posibilidad de que el presidente Rajoy no se trasladara a vivir a la Moncloa después de su victoria electoral en noviembre de 2011, finalmente se instaló en el palacio junto a su mujer Elvira Fernández Balboa, y sus hijos Mariano y Juan el 21 de diciembre del mismo año. El despacho del presidente era una habitación con balcón con vistas a los jardines. Estaba organizado en tres zonas; la primera con sofás, sillas y una mesa auxiliar para recepciones. La segunda, una mesa de trabajo de metal con varias sillas blancas. La tercera, el escritorio del presidente, de madera oscura, con dos sillas blancas enfrente y su silla de escritorio de piel negra. Tras el escritorio, las banderas de España y de la Unión Europea y el cuadro de Joan Miró Le grand sorcier, de 1968. En la pared derecha al escritorio, un aguafuerte de Luis Gordillo titulado 10 nostalgias y un olvido. |
| Pedro Sánchez                | El primer cambio que realizó fue cambiar el colchón de la cama de matrimonio y pintar el dormitorio principal. |